# Lee Yoo-young

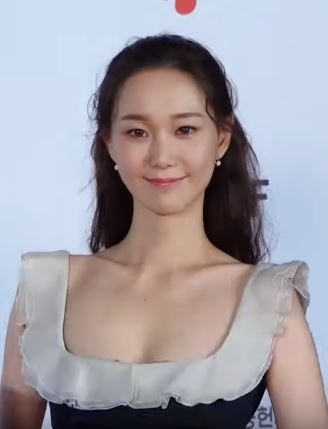
Lee Yoo-young, 2019

Lee Yoo-young (* 8. Dezember 1989 in Seoul) ist eine südkoreanische Schauspielerin. 2014 erhielt sie auf den Internationalen Filmfestspielen in Mailand die Auszeichnung als beste Schauspielerin für ihre Leistung in der Rolle als junge Mutter in dem Nachkriegsfilm Late Spring (2014).

## Karriere
2020 spielte sie eine Doppelrolle in der Folge The Prayer der Anthologieserie SF8. Diese handelt von einem Roboter, der menschliche Gefühle entwickelt. Des Weiteren spielt Lee an der Seite von Shin Min-a eine Hauptrolle in dem Mysteryfilm Diva.

## Filmografie
- 2012: Kkocheun Sideuneun Ge Anira… (꽃은 시드는 게 아니라..., Kurzfilm)
- 2013: Hide and Seek (숨바꼭질 Sumbakkokjil)
- 2014: Late Spring (봄 Bom)
- 2015: The Treacherous (간신 Gansin)
- 2015: Geu Nom-ida (그놈이다)
- 2020: SF8
- 2021: Dr. Brain (Dr. 브레인, Apple TV+)

## Auszeichnungen
2014
- Internationale Filmfestspiele von Mailand: Beste Hauptdarstellerin für Late Spring

2015
- Korean Film Reporters Association Award: Beste Hauptdarstellerin für Late Spring
- Buil Film Awards: Beste neue Schauspielerin für Late Spring